# Brönnhof (Areal)

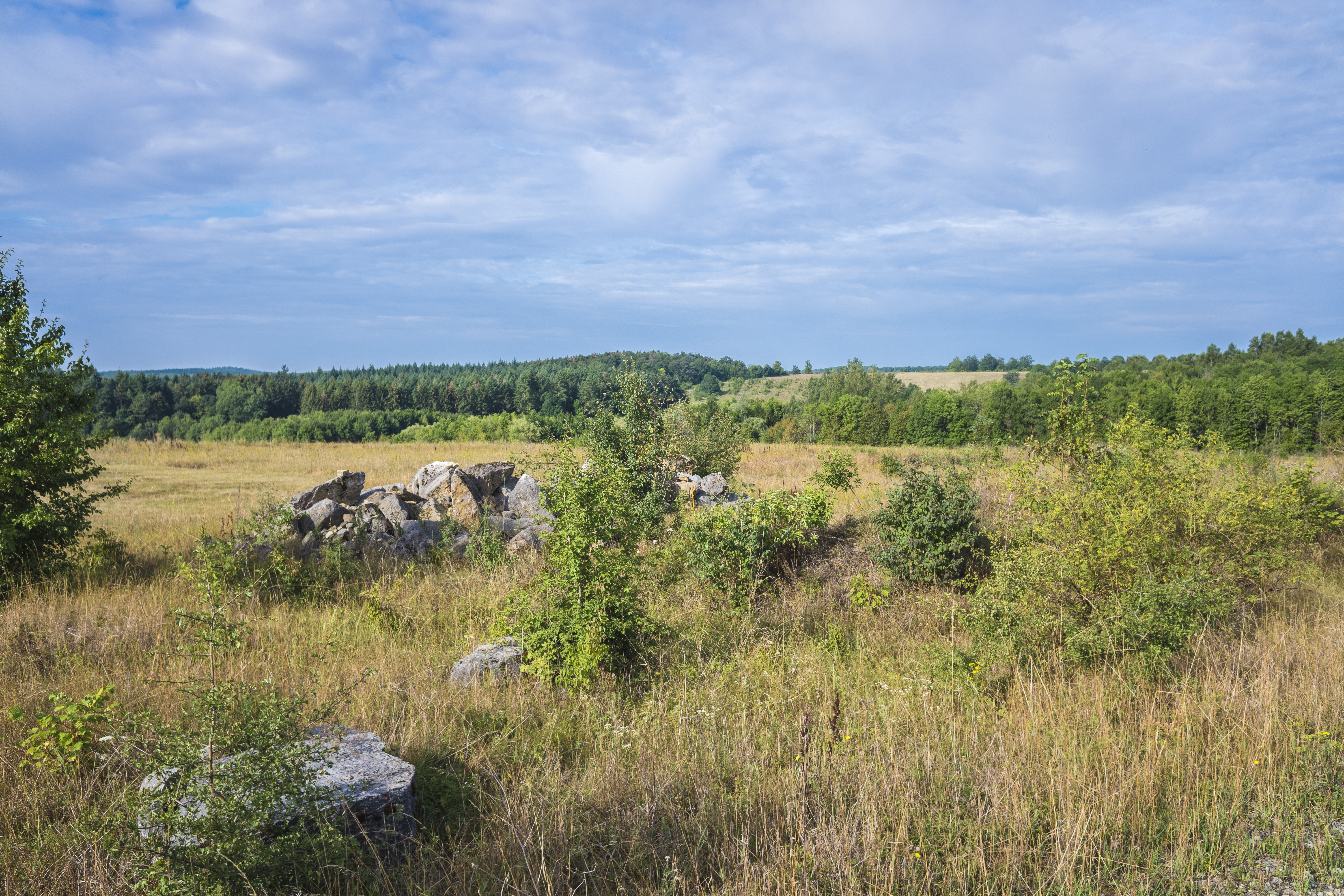
Am Rand der Steppe des Brönnhofs August 2019

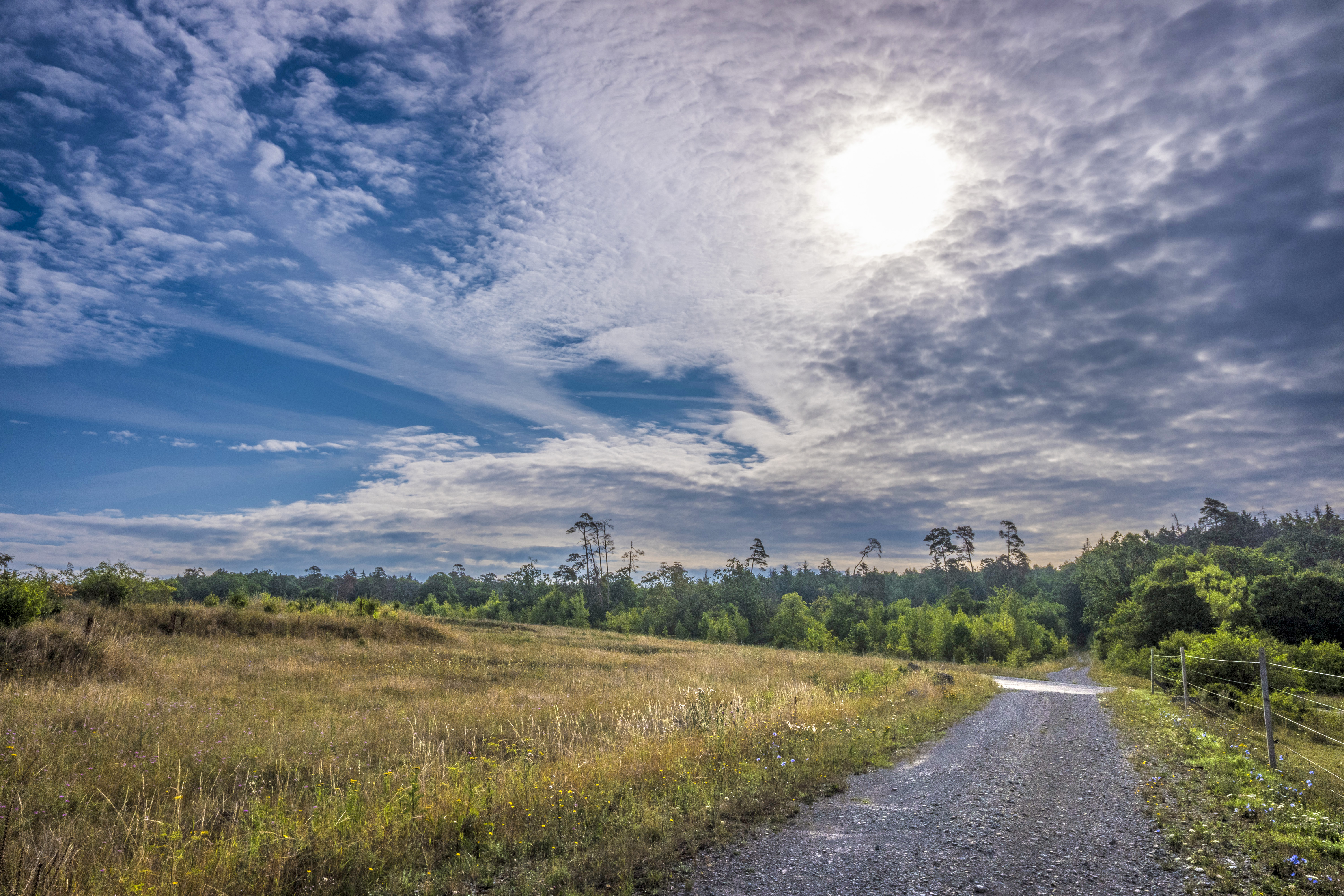
Am Rand der Steppe August 2019

Der Brönnhof ist ein 25,34 km² großes, vorwiegend bewaldetes und unbesiedeltes Areal im Landkreis Schweinfurt; ein kleiner, nördlicher Streifen gehört zum Landkreis Bad Kissingen. Die Hofwüstung Brönnhof liegt in der Mitte des Areals, auf einer 3,2 km² großen Rodungsinsel und war Namensgeber für das gesamte Gebiet.
Von 1936 bis 2014 wurde das Gebiet mit kurzer Unterbrechung als militärischer Übungsplatz genutzt. Seit 2015 ist der zentrale Bereich Nationales Naturerbe (NNE) und größte Naturerbefläche Bayerns.

## Lage
Der Brönnhof liegt 7 km (Luftlinie) nördlich des Stadtzentrums von Schweinfurt, im Nordwesten der Landschaft Schweinfurter Rhön, die identisch mit dem Naturraum Hesselbacher Waldland ist, auf ca. 350 bis knapp über 400 m ü NN.

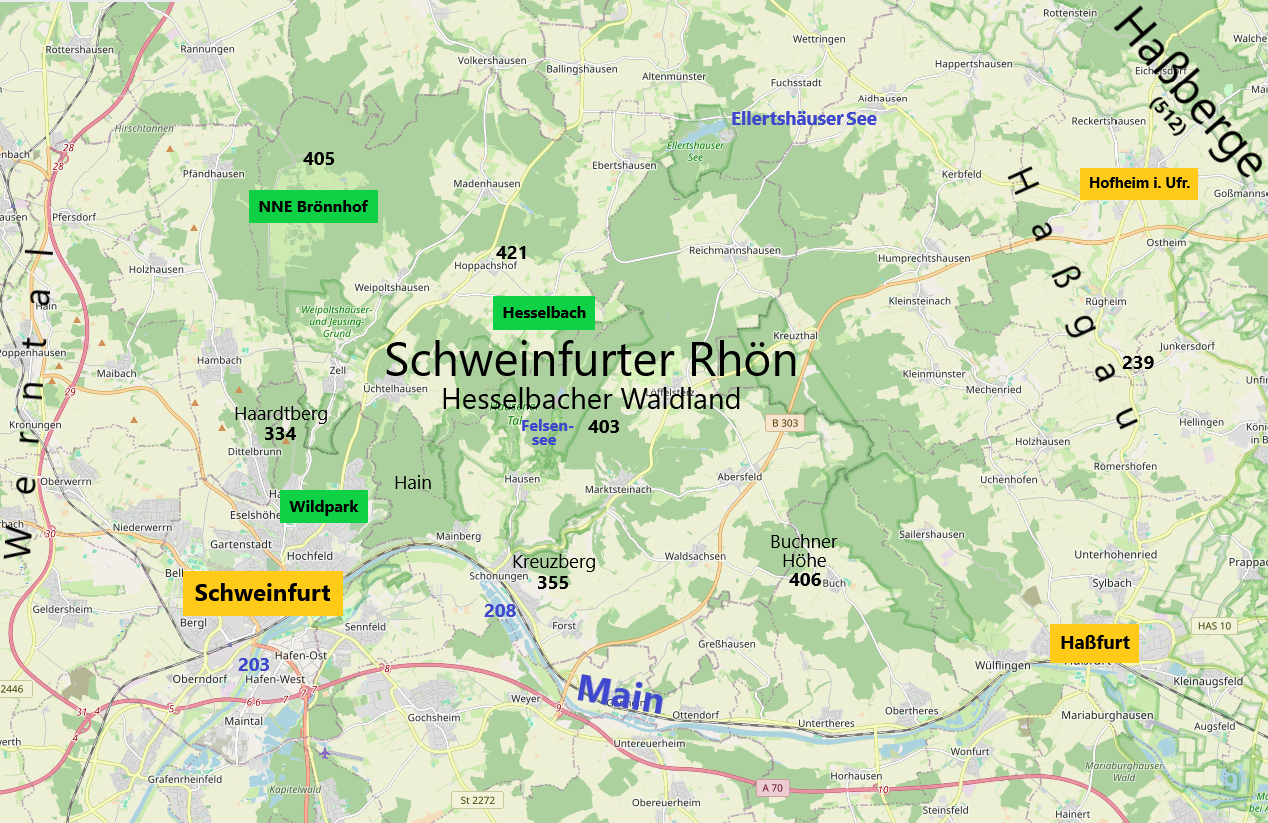
Der Brönnhof liegt im Nordwesten der Schweinfurter Rhön (Hesselbacher Waldland)

## Geschichte
Der mittlere Teil des Brönnhofs gehörte dem Deutschen Orden. Das ca. 10 km² große Waldgebiet im nordöstlichen Teil des Brönnhofs heißt Jeusing (Ortsbezeichnung: der Jeusing), benannt nach Jeusungen, einer dort gelegenen Wüstung, die 791 erstmals urkundlich erwähnt wurde. Später war der Brönnhof gemeindefreies Gebiet und wurde im Rahmen der Gemeindegebietsreform dem Üchtelhäuser Ortsteil Weipoltshausen angeschlossen.
Ab 1936 wurde die Ganerbenschaft Brönnhof militärisch genutzt, zunächst durch die Wehrmacht und seit den 1960er Jahren als Standortübungsplatz durch die US-Heeresgarnison Schweinfurt. Er war durch die rund 10 km lange Heeresstraße mit den Ledward Barracks verbunden. Der Brönnhof war mit 26 km² der drittgrößte Übungsplatz der US-Army in Europa, der zuletzt auch gelegentlich von der Bundeswehr zur Vorbereitung für Auslandseinsätze mitbenutzt wurde.
Der Kern des Übungsplatzes, mit dem Camp Robertson und 104 Gebäuden, lag auf der Rodungsinsel. Der viel größere umliegende Bereich unterlag weiterhin der Waldbewirtschaftung, wurde von den US-Truppen mitgenutzt und gehörte ebenfalls zum Standortübungsplatz. Dieser Bereich war jedoch im Gegensatz zum Kern auf eigene Gefahr betretbar, beispielsweise für Wanderer.
Der Brönnhof wird infolge des kompletten US-Truppenabzuges aus Schweinfurt im Jahre 2014 nicht mehr als Standortübungsplatz genutzt, wodurch sich der Naherholungs- und Ökologiewert in diesem stadtnahen Waldland erhöhte.

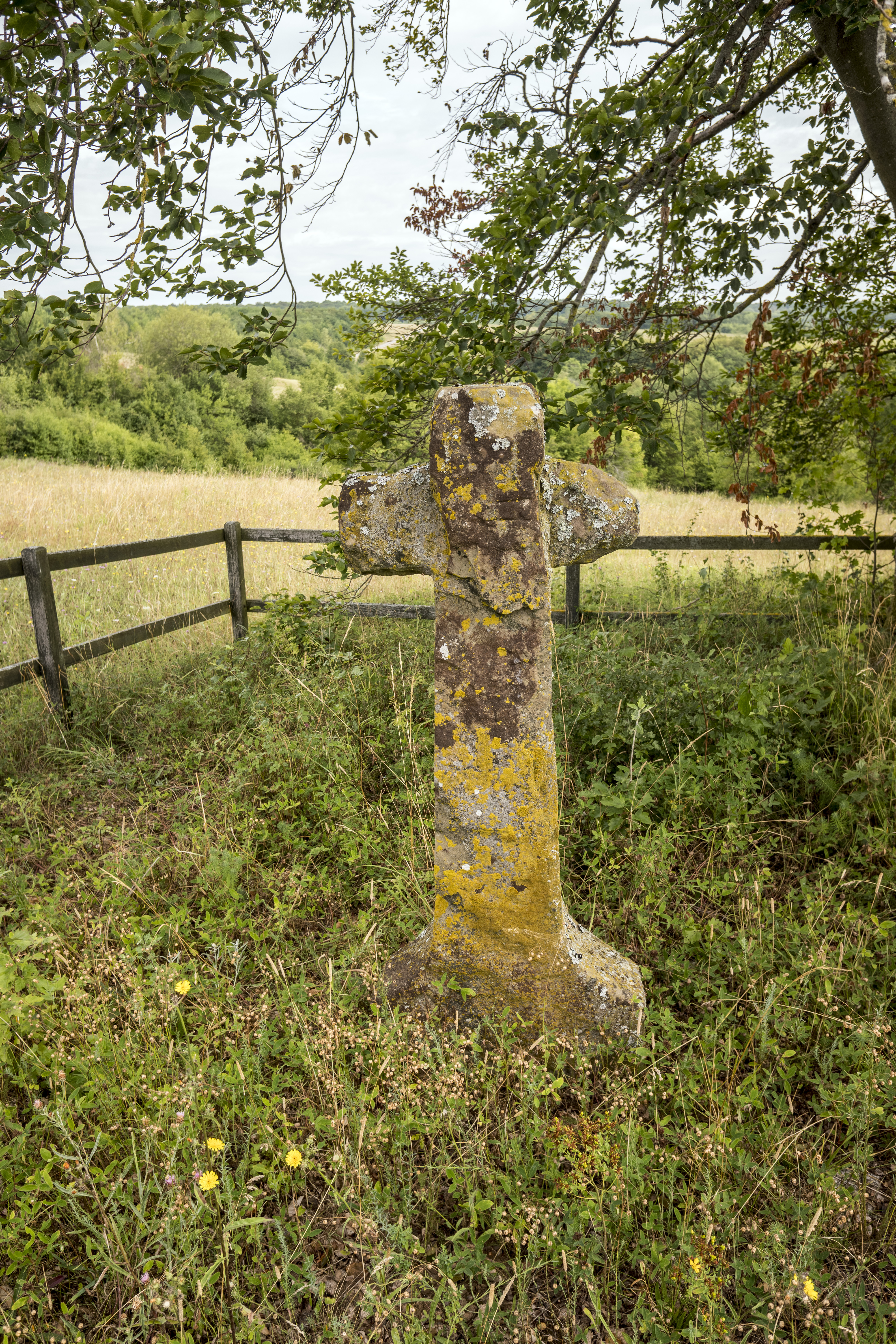
Steinkreuz unweit südlich der Hofwüstung Brönnhof, im Jahre 2019
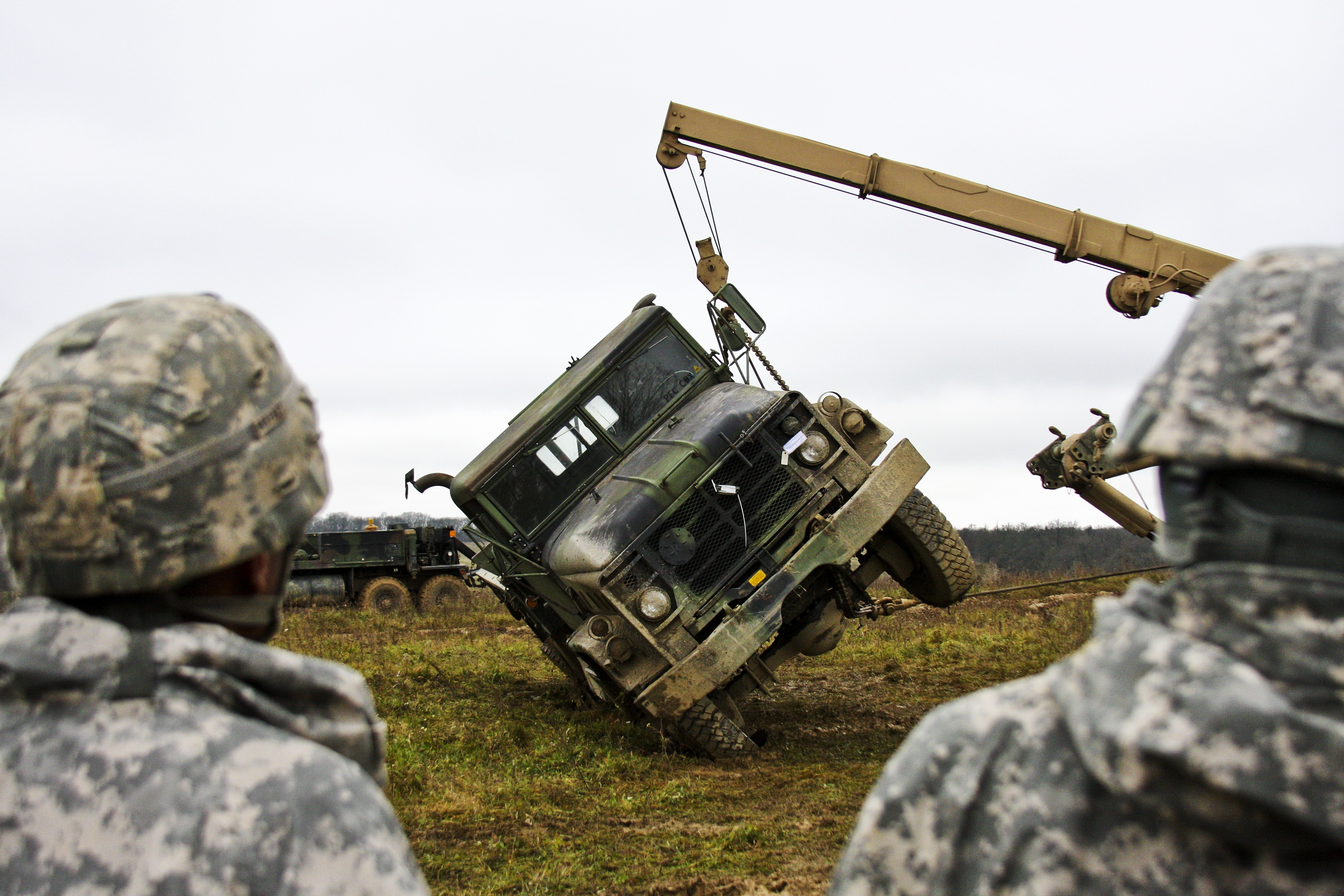
„Das nächste Mal fahr ich“. Standortübungsplatz der US-Heeresgarnison Schweinfurt (bis 2014)
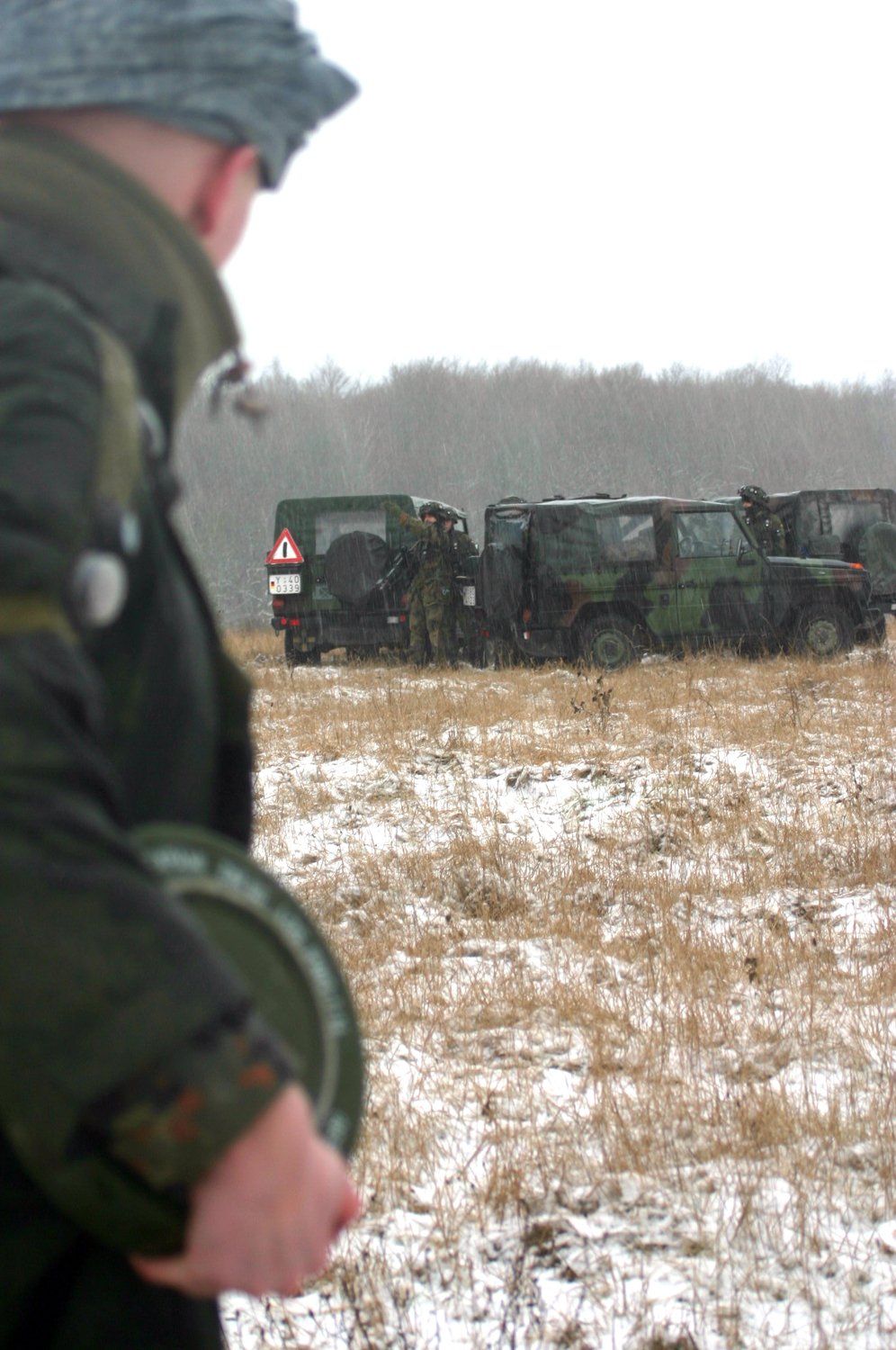
Bundeswehr-Soldaten üben für Afghanistan, im Jahre 2009
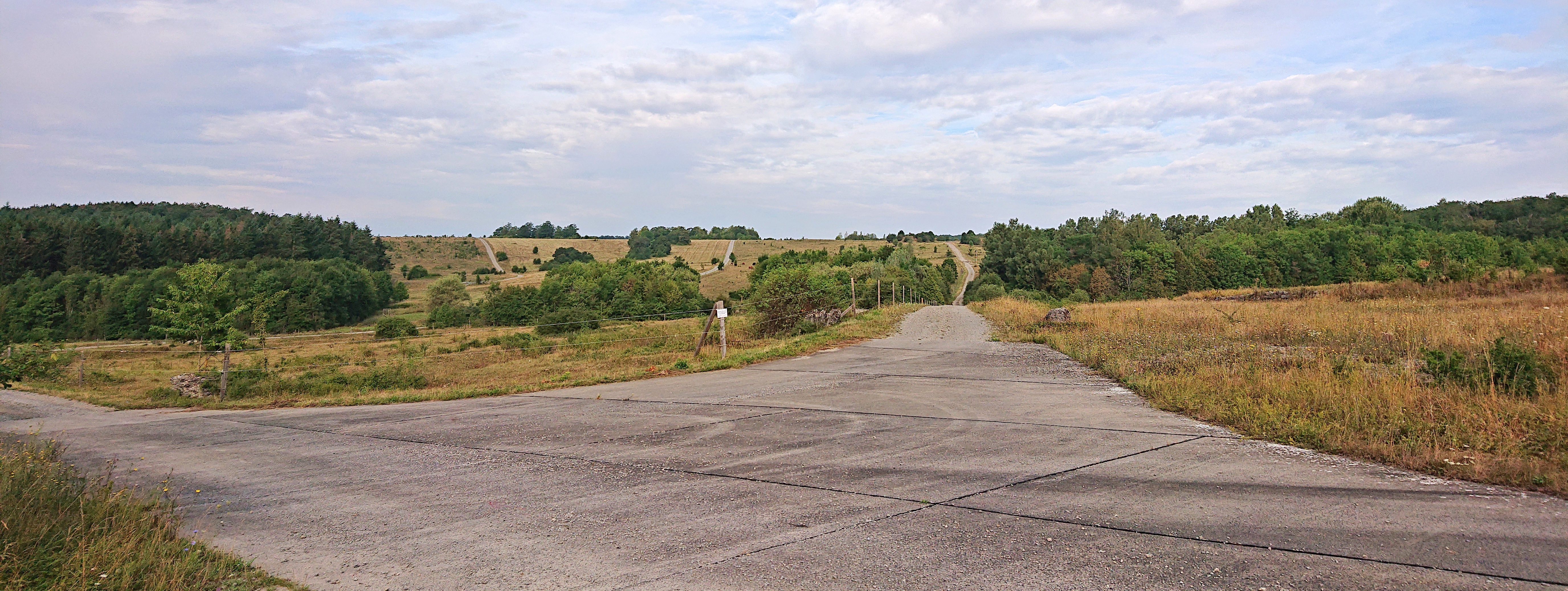
Blick vom nordöstlichen Ende des einstigen Übungsplatzes nach Westen, 2019

## Nationales Naturerbe

### Festlegung
Das Areal war bereits während der militärischen Nutzung das FFH-Gebiet Standortübungsplatz Brönnhof und Umgebung. 2015 hat der Haushaltsausschuss des Deutschen Bundestags die Modalitäten zur Übertragung von Flächen ins Nationale Naturerbe (NNE) festgelegt. Am 22. April 2016 unterzeichneten die Ganerbschaft Brönnhof, das Bundesministerium für Umwelt, Naturschutz, Bau und Reaktorsicherheit (BMUB) und die Bundesanstalt für Immobilienaufgaben (BImA) eine Vereinbarung, wodurch der Brönnhof auf einer Teilfläche von 12,5 km² Nationales Naturerbe wurde. Er stellt dabei ein Novum dar. Während andernorts Flächen für Nationale Naturerbe an neue Träger des Naturschutzes übertragen wurden, verblieb der Brönnhof bei seinen bisherigen Eigentümern, der BImA (99 % der Flächen) sowie der Hospitalstiftung Schweinfurt und der Waldschutzgemeinschaft Schweinfurt (zusammen 1 % der Flächen). Der Bundesforstbetrieb Reußenberg betreut weiterhin das Areal.

### Entwicklung der Flora
Der Baumbestand setzt sich hauptsächlich aus rund 40 % Eichen, 22 % Buchen und 22 % Fichten zusammen. Nadelbaumbestände sollen in naturnahe, heimische Laubmischwälder ohne weitere Nutzungen umgebaut werden. Die Eichenbestände sollen ausgebaut werden. Der Buchenanteil soll zumindest nicht weiter ansteigen. Vorhandene historische Nutzungsformen, wie Mittelwälder, werden erhalten. Die Trockenheit bereitet seit Ende der 2010er Jahre zunehmend Probleme. In den Fichtenbeständen durch den Borkenkäfer und bei den Eichen durch den Schwammspinner. „Alle Baumarten haben Probleme. Niemand kann seriös sagen, welche am besten mit der Trockenheit klarkommen und wie der Wald in seiner Gesamtheit auf die Klimaveränderungen reagiert“, sagten 2019 der Naturschutzbeauftragte Egon Schleyer und der Revierleiter Stefan Fritsche vom Bundesforstbetrieb.
Die Offenlandflächen (300 ha) in der Rodungsinsel sollen durch geeignete Pflegemaßnahmen erhalten und entwickelt werden. Diese Steppe (Sekundärsteppe)   im Zentrum des Brönnhofs  entwickelte sich über Jahrzehnte zu einem Biotop mit heute rund 350 gefährdeten und geschützten Tier- und Pflanzenarten.

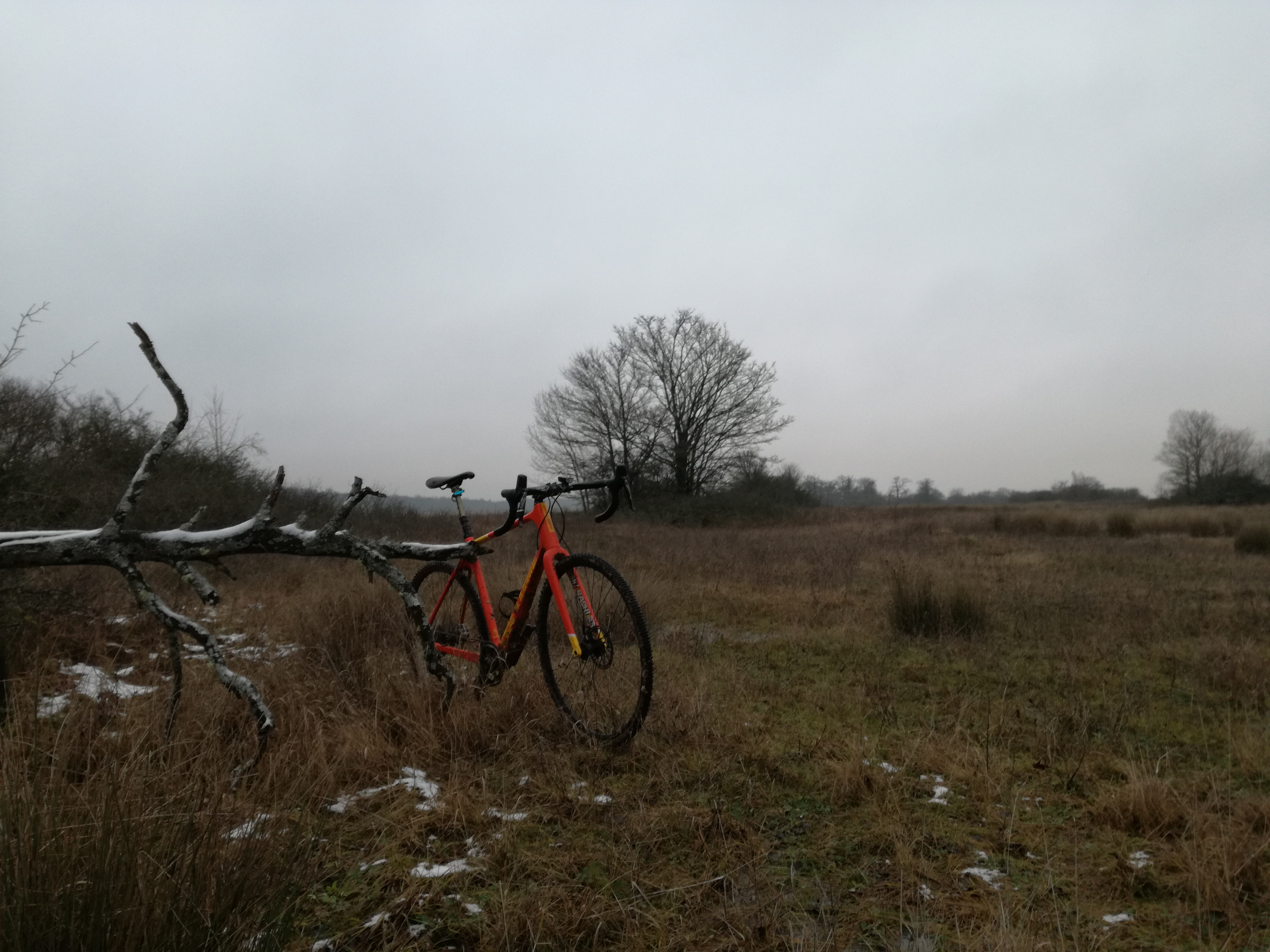
Die Steppe Dezember 2017
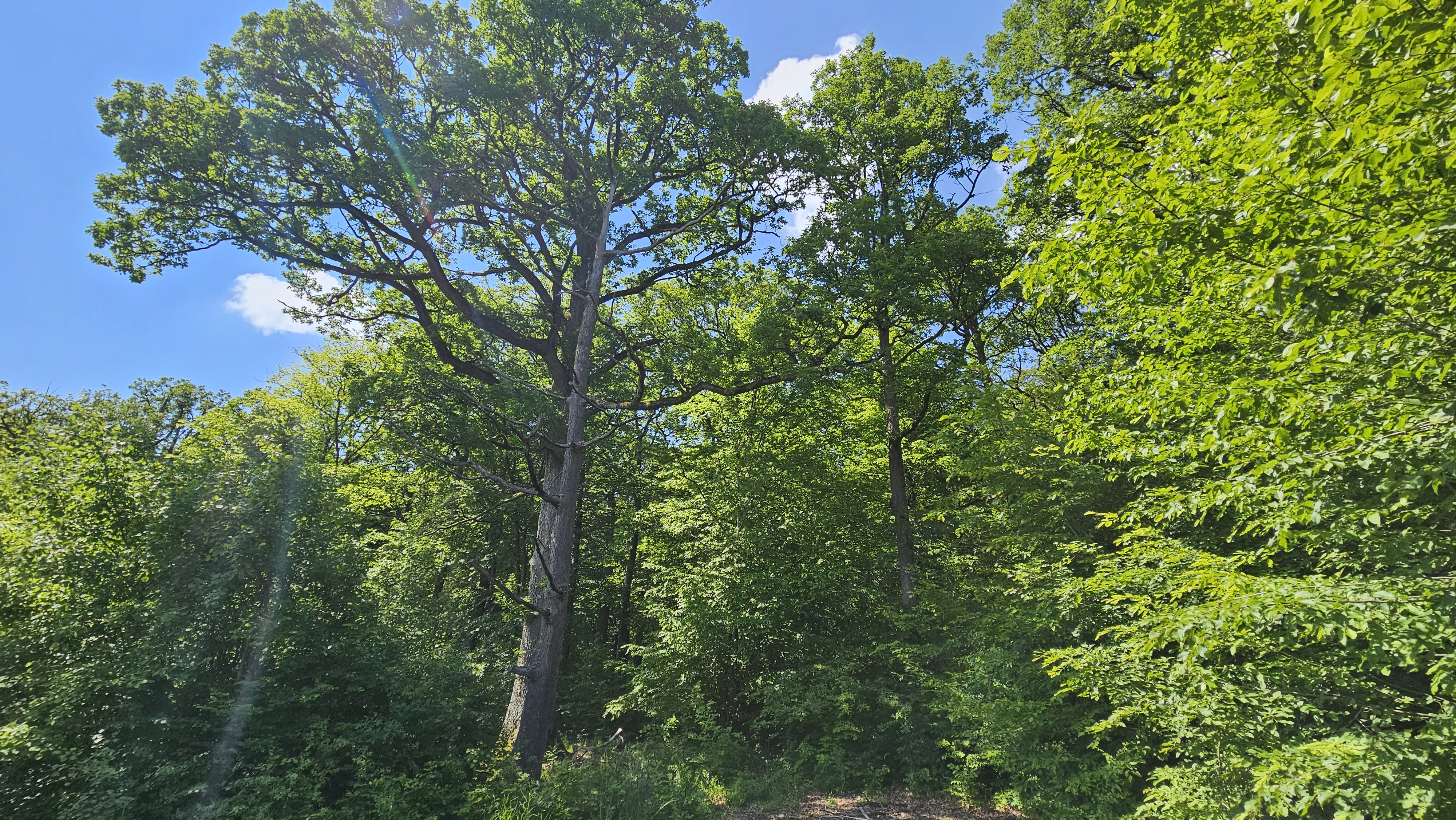
Am Waldrand Mai 2024
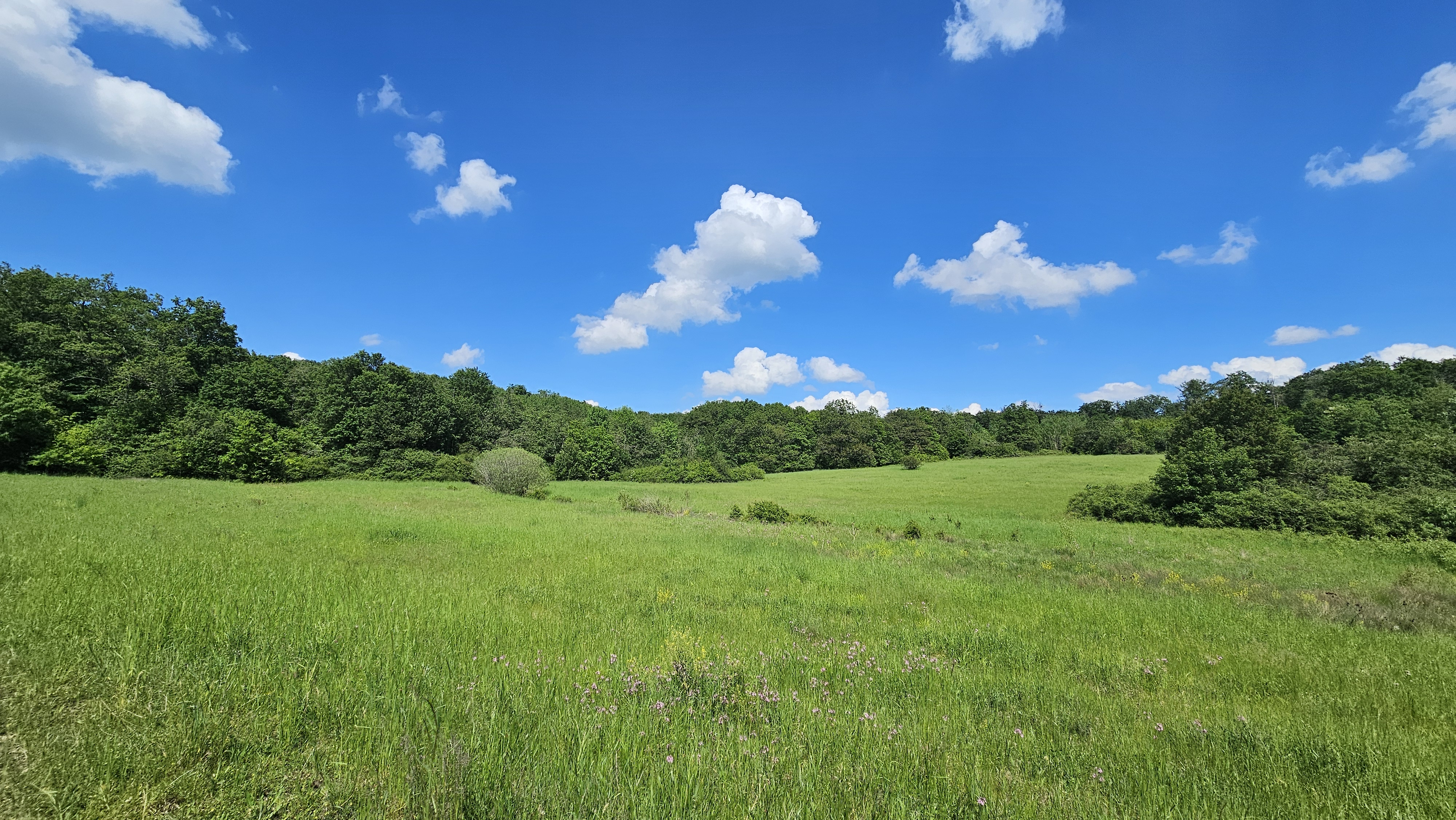
Blick in die Steppe Mai 2024
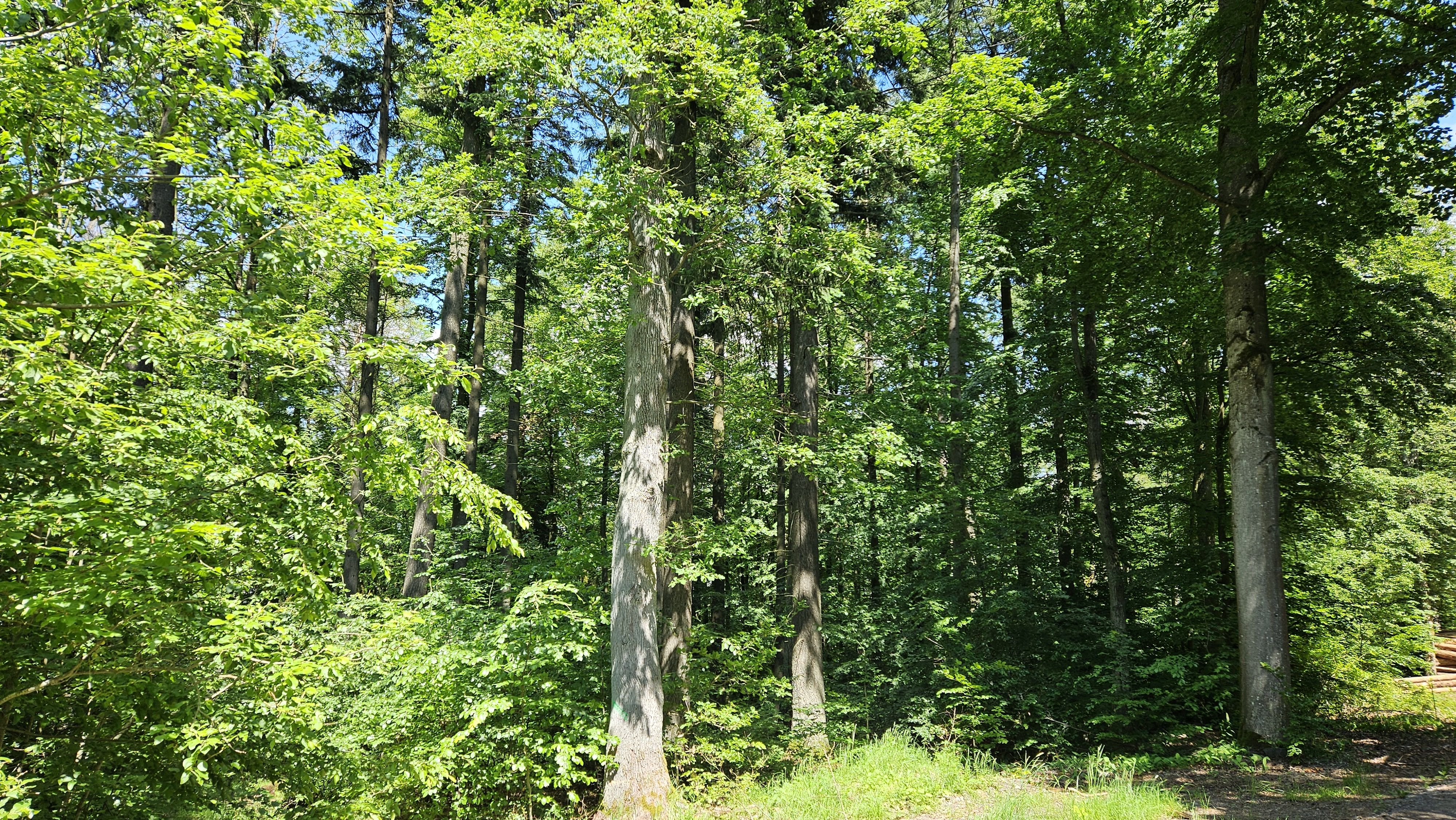
Am Waldrand Mai 2024
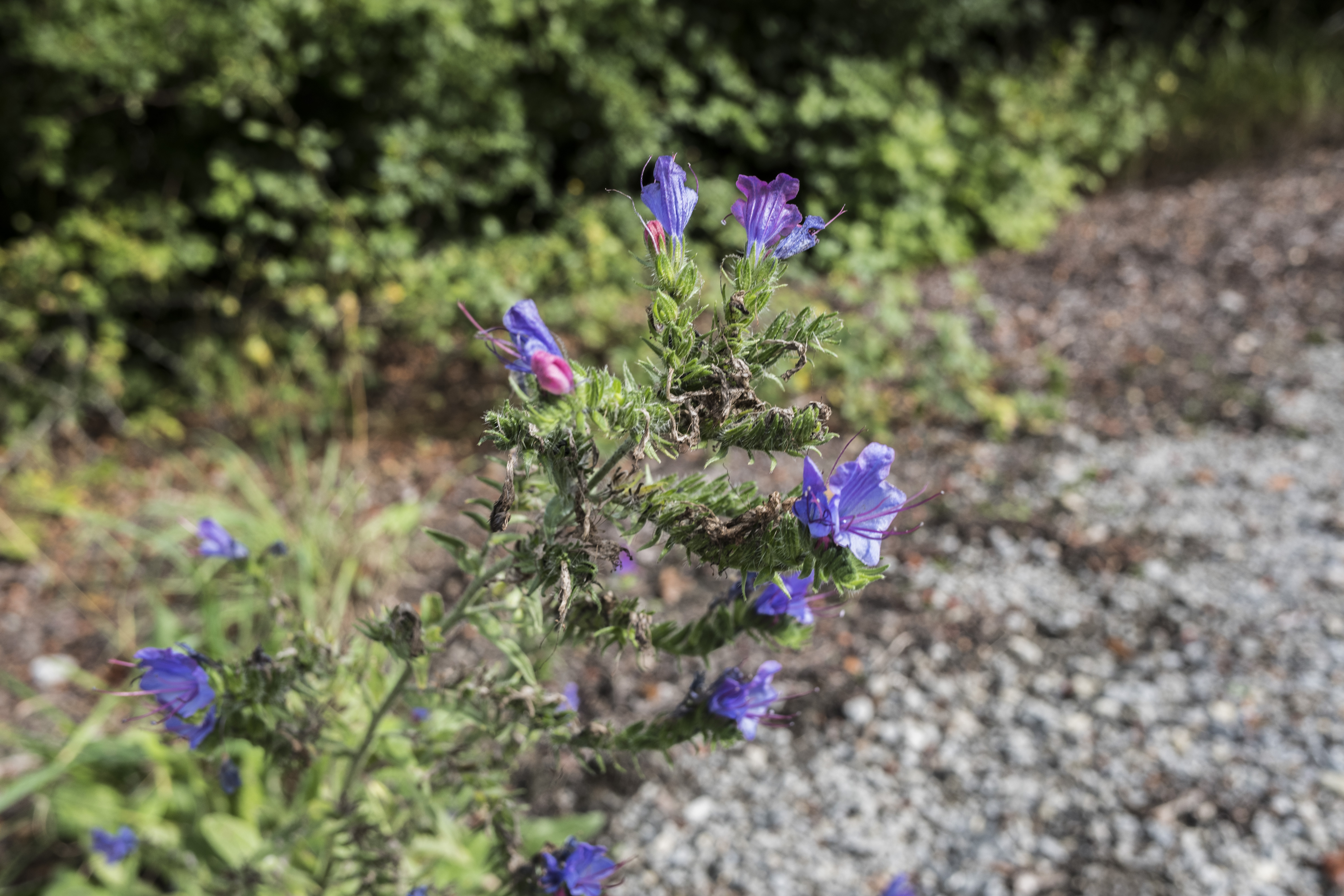
Gewöhnlicher Natternkopf

### Entwicklung der Fauna

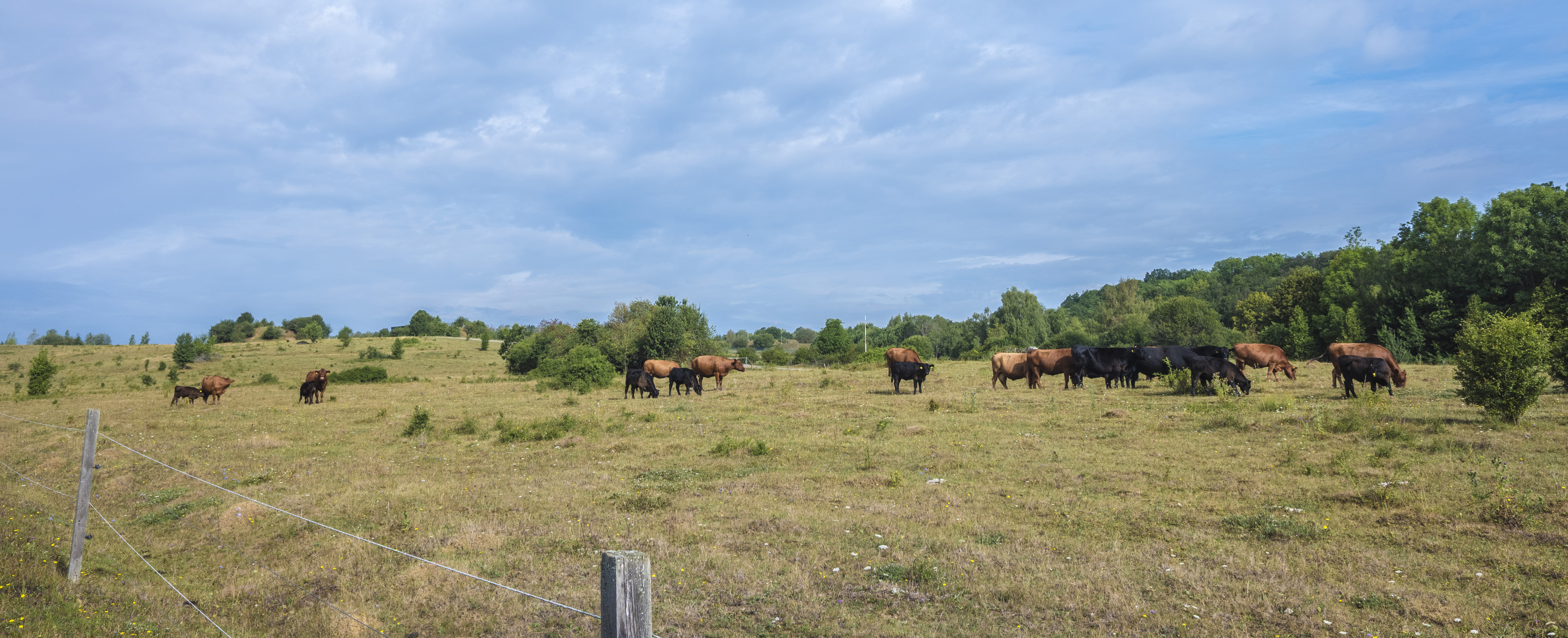
Angus-Rinder im August 2019

Die Steppenflächen benötigen stete Pflege, damit sie nicht verbuschen. 200 Hektar hat der Bundesforst deshalb verpachtet, davon 80 Hektar an einen Schäfer, der seine Tiere im Frühsommer und Herbst hier grasen lässt. Die Landschaftspflege für die restlichen 120 Hektar übernimmt seit 2015 der Hambacher Landwirt-Meister Gerold Ort mit seinen 50 Angus-Rindern und 22 Konik-Wildpferden, wobei immer nur die Hälfte der Fläche beweidet wird, um auf der anderen Hälfte Winterfutter für die Tiere erzeugen zu können. Die Herde ist ganzjährig in freier Natur und ernährt sich ausschließlich von Gras, Kräutern und Stauden. Da sich das positiv auf die Qualität des Fleisches auswirkt, schiebt der Hambacher Landwirt verstärkt die regionale Vermarktung an.

### Sanfter Tourismus
Die Steppe mit den Wildpferden liegt nur 8 km nördlich vom Schweinfurter Stadtzentrum. Bei der Erschließung der Flächen für den sanften Tourismus wird eine enge Kooperation mit den örtlichen Kommunen angestrebt. Die Feldherrenhalle, eine überdachte Plattform aus militärischer Zeit in der Mitte des Areals, diente als beliebter Aussichtspunkt, wurde jedoch wegen Baufälligkeit abgerissen. Spaziergänger oder Radfahrer können auf dem Koppelweg (6 km oder mit Schleife 7,3 km lang) den Wildpferden begegnen. Bereits seit langem läuft ein etwa 15 km langer Wanderweg vom Schweinfurter Wildpark an den Eichen, entlang des östlichen Randes des Brönnhofs durch den Jeusing, nach Maßbach im Landkreis Bad Kissingen.